# Yamaha SRV
Yamaha SRV 540 är en snöskotermodell från Yamaha. Modellen tillverkades mellan 1982 och 1991. Motorn är av typen 540 med 535 cm3 cylindervolym och 60 hästkrafters effekt.
Under 1980-talet var SRV en populär sportskoter.